# زنان در قبرس شمالی
زنان در قبرس شمالی شهروندان جمهوری ترک قبرس شمالی می باشندکه در سطح بین المللی به رسمیت شناخته نشده است، مکانی که در عرصه های علم، حقوق و عدالت مشارکت داشته اند.  با این شرایط موجود، عوامل بسیاری رداع از مشارکت زن ها در سیاست گردیده است و زن ها تنها ۸ درصد مجلس شورای قبرس شمالی را ایجاد می کنند. در سال ۲۰۱۳، سیبل سیبر نخستین نخست وزیر زن قبرس شمالی شد.
قبرس شمالی هیچ تکیه گاه کارآمدی برای زن ها ندارد. در سال ۲۰۱۴، مجلس به اتفاق رای ها به تشکیل دادن یک اداره ترویج تساوی جنسیتی رای داد که نهادهایی برای رفاه زنان تشکیل می دهد.

## ملاحظه های اجتماعی
نظرسنجی از ۶۰۰ زن در سال ۲۰۱۰ برای کمیته پشتیبانی از زندگی زنان (کی ای وای ای دی) نشان داد که ۵۱٪ از زن ها موافق بودند که زنان باید با نقش های جنسیتی از قبل تعیین شده سازگاری داشته باشند، ۸۸٪ قبول داشتند که بیش از هر چیز، زن ها باید مطلوب باشند. مادران و محافظان خانه، ۵۸ درصد بر این باور بودند که زنان باید پیش از همسرشان در خانه باشند و ۸۰ درصد بر این باور بودند که دختر ها باید برای «زن شدن» تربیت شوند، ۲۰ درصد بر این باور بودند که زنان ارمله یا بیوه نباید به تنهایی زندگی کنند. ۴۰ درصد بر این دیدگاه بودند که به علت فشار جامعه در دستیابی به اهداف خود با مشکل روبرو می باشند، در حالی که ۳۸ درصد بر این باور بودند که نقش اصلی در زندگی مردمی برای زنان در برابر با مردان اصلی نمی باشد. ۵۵ درصد بر این باور بودند که زن ها باید این توانایی را داشته باشند که در خارج از خانواده مشغول فعالیت باشند، حتی اگر شرایط اقتصادی آن را نپذیرد. 

## سیاست
کمبود هایی که زنانی را که وارد زمینه سیاست در قبرس شمالی شده‌اند تحت تأثیر قرار می‌دهند شامل تفویض زمان برای خانه، مادری، خانواده و زندگی سیاسی می باشد. این ماهیت که کافه ها و میخانه‌های سنتی نوشیدنی، فضاهای اجتماعی که به شکل سنتی ویژه مرد ها بوده‌اند، در مرکز سیاست ترک‌های قبرس بر جای می‌مانند، عاملی عایق برای زنان می باشد. حتی بعضی از ستاد های ناحیه ای حذب های سیاسی تحت عنوان قهوه خانه انجام می دهند.    